# Enrique García Beltrán
Enrique Garcia Beltran (Almassora, 16 de março de 1913 - Castellón, 16 de agosto de 1936) foi um monge capuchinho de Castellón, que morreu mártir no início da Guerra Civil Espanhola.    
Iniciou seus estudos no Seminário Seráfico de Massamagrell, e posteriormente ingressou no noviciado de Olleria em 31 de agosto de 1928. Foi neste mesmo noviciado que emitiu a profissão de fé simples em 1° de setembro de 1929 e a profissão solene e perpétua em 17 de setembro de 1935.  Ele estudou Filosofia e Teologia no Seminário de Orihuela.
Foi detido em 1º de agosto de 1936,  e encarcerado até 16 de agosto, quando foi levado a caminho de Castellón para uma localidade chamada La Pedrera, onde foi morto. Foi sepultado no cemitério de Castellón de la Plana, mas após a Guerra Civil Espanhola os seus restos mortais foram identificados e transferidos para o cemitério de Almassora, onde se encontram hoje.  Foi considerado beato desde 11 de março de 2001, quando o Papa João Paulo II beatificou 233 mártires da perseguição religiosa durante a Guerra Civil Espanhola, incluindo García Beltrán.